# André De Nul
André De Nul (Lebbeke, 14 juli 1946) is een gewezen Belgische voetballer. Hij speelde onder meer voor Lierse SK en RSC Anderlecht.

## Carrière

### Eendracht Aalst
André De Nul begon op 14-jarige leeftijd te voetballen bij de jeugd van Eendracht Aalst. In 1962 debuteerde hij in het A-elftal van de club. Hij was in de jeugdreeksen een verdediger en ook in zijn eerste seizoen op het hoogste niveau vervulde hij die rol. Maar omwille van enkele blessures in het elftal was er nood aan een spits. Ondanks zijn jonge leeftijd ontpopte hij zich snel tot een makkelijk scorende aanvaller. De Nul zou nooit meer terugkeren naar de verdediging. Eendracht Aalst kende wel een omkoopaffaire tijdens zijn derde seizoen. De club zou de trainer van SC Charleroi omgekocht hebben. Aalst werd door de KBVB schuldig bevonden. Daardoor degradeerde de club van de Tweede Klasse naar de Vierde Klasse. Een seizoen later promoveerde club naar de Derde Klasse, waar het enkele jaren zou vertoeven.

### Lierse
Hij bleef er tot 1968 spelen en maakte dan de overstap naar Lierse SK dat toen in de Eerste Klasse voetbalde. De jonge aanvaller werd er meteen een vaste waarde en was in zijn eerste seizoen goed voor 12 goals. Lierse werd dat seizoen trouwens derde in het eindklassement en eindigde daarmee voor clubs zoals RSC Anderlecht en Club Brugge. De echte beloning kwam er echter pas na het seizoen, toen Lierse de Beker van België won. Het versloeg in de finale Racing White met 2-0.
Lierse speelde eind jaren 60 en begin jaren 70 meermaals Europees voetbal. In de Europacup II van 1969-'70 won Lierse met 10-1 van APOEL Nicosia. Een ronde later werd de ploeg wel roemloos uitgeschakeld door Manchester City dat met 5-0 en 0-3 won van Lierse. Twee seizoenen later nam Lierse deel aan de eerste editie van de UEFA Cup. In de eerste ronde werd Leeds United uitgeschakeld, maar in de tweede ronde verloor Lierse met 4-1 van het Noorse Rosenborg Trondheim. Lierse was echter niet uitgeschakeld want het won thuis verrassend met 3-0 van Rosenborg. Het stond in die memorabele wedstrijd lang 0-0, maar in de laatste 20 minuten bracht De Nul toch nog de 3-0 op het scorebord. Lierse raakte dat jaar uiteindelijk tot in de kwartfinale, waarin het eervol werd uitgeschakeld door AC Milan. De Nul speelde in die periode met o.a. Peter Ressel in de spits.

### RSC Anderlecht
De Nul bleef tot 1973 bij Lierse en trok dan RSC Anderlecht. In die periode groeide Anderlecht uit tot een topclub in Europa. De Nul speelde bij Anderlecht samen met bekende namen zoals Robbie Rensenbrink, Paul Van Himst, Ludo Coeck en François Van der Elst. Ondanks de grote concurrentie kon de spits zijn plaats afdwingen in het elftal. Hij scoorde in zijn eerste seizoen voor paars-wit 13 doelpunten. Een jaar later kwam hij veel minder vaak aan spelen toe, maar was hij wel erg belangrijk. Anderlecht bereikte in 1975 de finale van de Beker van België. Anderlecht won in die finale met 1-0 van R. Antwerp FC na een doelpunt van De Nul. Het was de laatste wedstrijd van de aanvaller in het shirt van de Brusselse club. Een jaar later belandde zijn oude ploegmaat Ressel bij Anderlecht.In totaal speelde De Nul 177 wedstrijden in Eerste Klasse en scoorde 60 doelpunten.

### Einde carrière
Na twee seizoenen trok De Nul naar Union Sint-Gillis. Het was een serieuze stap terug, want Union speelde op dat moment in de Derde Klasse. Maar Union werd in zijn eerste seizoen meteen kampioen en promoveerde zo naar de Tweede Klasse. Maar na twee seizoenen Union hield hij het voor bekeken. De Nul trok in 1977 voor één seizoen naar de Duitse club Rot-Weiss Essen. In 1978 keerde hij terug naar België en ging aan de slag bij het onbekendere FC Liedekerke. In 1984 speelde de toen 38-jarige De Nul nog één seizoen voor VC Ter Heide. Na zijn professionele loopbaan als voetballer bleef De Nul actief als spelersmakelaar. Zo is hij de manager van onder andere Tosin Dosunmu.

### Rode Duivels
André De Nul speelde ook drie keer voor de Rode Duivels. Op 17 februari 1971 speelde België in eigen land tegen Portugal. Het werd 3-0 en De Nul scoorde het laatste doelpunt, dat nog steeds als een van de knapste doelpunten van de Rode Duivels wordt beschouwd.

## Spelerstatistieken
| Seizoen                 | Club              | Land      | Competitie     | Wed. | Goals |
| ----------------------- | ----------------- | --------- | -------------- | ---- | ----- |
| 1962/63                 | Eendracht Aalst   | België    | Tweede klasse  | 1    | 0     |
| 1963/64                 | Eendracht Aalst   | België    | Tweede klasse  | 6    | 0     |
| 1964/65                 | Eendracht Aalst   | België    | Tweede klasse  | 28   | 13    |
| 1965/66                 | Eendracht Aalst   | België    | Vierde klasse° | 29   | 16    |
| 1966/67                 | Eendracht Aalst   | België    | Derde klasse   | 20   | 16    |
| 1967/68                 | Eendracht Aalst   | België    | Derde klasse   | 28   | 18    |
| 1968/69                 | Lierse SK         | België    | Eerste klasse  | 26   | 12    |
| 1969/70                 | Lierse SK         | België    | Eerste klasse  | 28   | 10    |
| 1970/71                 | Lierse SK         | België    | Eerste klasse  | 30   | 9     |
| 1971/72                 | Lierse SK         | België    | Eerste klasse  | 22   | 7     |
| 1972/73                 | Lierse SK         | België    | Eerste klasse  | 27   | 8     |
| 1973/74                 | RSC Anderlecht    | België    | Eerste klasse  | 29   | 11    |
| 1974/75                 | RSC Anderlecht    | België    | Eerste klasse  | 15   | 3     |
| 1975/76                 | Union Sint-Gillis | België    | Derde klasse   | 30   | 19    |
| 1976/77                 | Union Sint-Gillis | België    | Tweede klasse  | 24   | 7     |
| 1977/78                 | Rot-Weiss Essen   | Duitsland | 2. Bundesliga  | 7    | 1     |
| Totaal in Eerste Klasse |                   |           |                | 177  | 60    |

° Er vond een omkoopschandaal plaats waardoor de club naar de Vierde Klasse zakte.